# Disparitions forcées au Sri Lanka
Des dizaines de milliers de disparitions forcées au Sri Lanka ont eu lieu au Sri Lanka depuis les années 1980. Une étude réalisée en 1999 par les Nations Unies a révélé que le Sri Lanka avait le deuxième plus grand nombre de disparitions forcées au monde et que 12 000 Sri-Lankais avaient disparu après avoir été détenus par les forces de sécurité sri-lankaises. Quelques années plus tôt, le gouvernement sri-lankais (en) avait estimé que 17 000 personnes avaient disparu. En 2023, la Croix-Rouge a annoncé avoir reçu 20 000 plaintes de disparitions pendant la guerre civile au Sri Lanka. Parmi celles-ci 9 000 ont été résolues, tandis que 11 000 plaintes restantes faisaient toujours l'objet d'une enquête. Amnesty International a estimé en 2017 que le nombre de personnes disparues au Sri Lanka serait compris entre 60 000 et 100 000 personnes, depuis la fin des années 1980.
Des groupes de défense des droits humains tels qu'Amnesty International, Human Rights Watch et la Commission asiatique des droits humains (en) ont réussi à documenter de nombreuses disparitions et en ont imputé la responsabilité aux forces de sécurité sri-lankaises, aux groupes paramilitaires pro-gouvernementaux et aux  groupes militants tamouls sri-lankais (en),.

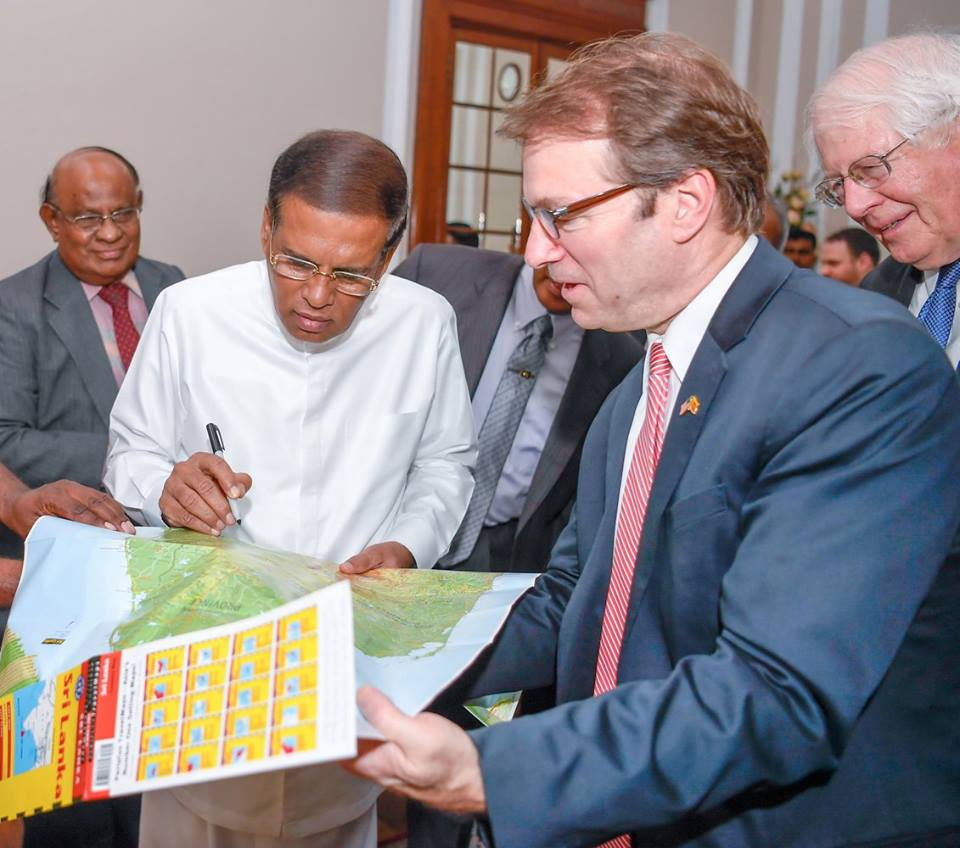
Le premier ministre Maithripala Sirisena, en 2017, lors de la visite de représentants démocrates américains.

En 2016, le gouvernement du président Maithripala Sirisena a accepté de délivrer un certificat d'absence aux proches de plus de 65 000 personnes disparues pendant la guerre civile et le soulèvement marxiste. Ce document leur permet de gérer temporairement les biens et les actifs des personnes disparues, d'obtenir la tutelle provisoire de leurs enfants et de demander des programmes d'aide sociale du gouvernement. Sur proposition du Premier ministre Ranil Wickremesinghe le Bureau des personnes disparues (OMP) est créé la même année,. 
En 2020, le président Gotabaya Rajapaksa a confirmé que les personnes disparues de la guerre civile étaient mortes.

## Contexte
Le Sri Lanka a un long historique de disparitions forcées, pendant la guerre civile sri-lankaise et pendant l'insurrection du JVP dans les années 1980 (en). Des commissions ont documenté comment des milliers de personnes ont été enlevées par des hommes armés et ont disparu sans laisser de traces. Les victimes appartenaient pour la plupart à la communauté minoritaire tamoule sri-lankaise et à la communauté cinghalaise pendant l'insurrection du JVP.

## Enlèvements en camionnette blanche

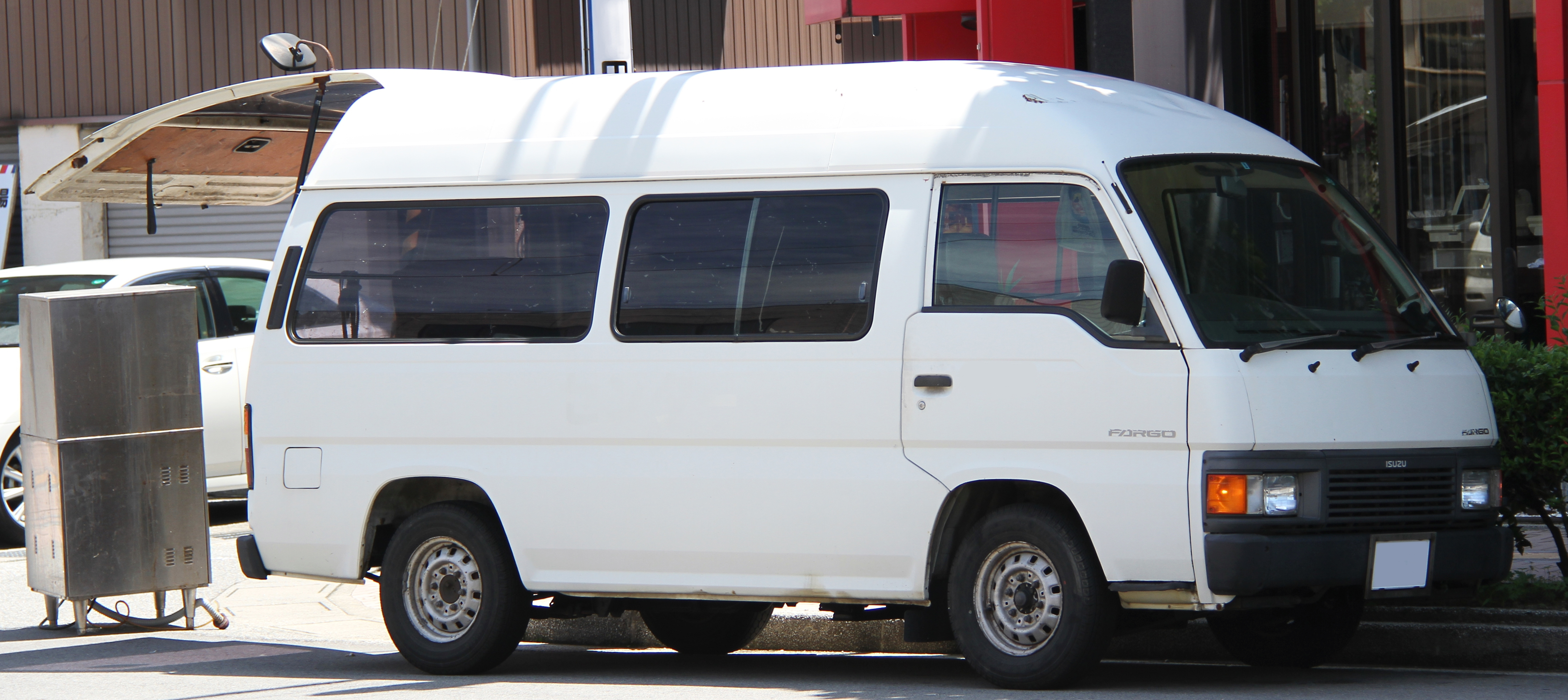
Une camionnette qui ressemble aux camionnettes utilisées lors des disparitions forcées.

De nombreux nationalistes tamouls affirment qu’il y a eu une recrudescence des enlèvements en 2005 après l’échec du processus de paix négocié par la Norvège. Les victimes des enlèvements étaient principalement des Tamouls sri-lankais vivant à Jaffna et à Colombo,,. Une des caractéristiques des enlèvements est le recours à des camionnettes blanches sans plaques d’immatriculation. Les enlèvements à la camionnette blanche faisaient partie de la vie quotidienne à Jaffna et ils étaient perpétrés en toute impunité, même pendant les heures de couvre-feu,.
En 2008, des jeunes ont également été enlevés à Colombo avec des camionnettes blanches. Les familles des victimes ont accusé le commandant de la marine et Gotabaya Rajapaksa d'être responsables des enlèvements.
Gotabaya Rajapaksa, frère du président Mahinda Rajapaksa et secrétaire à la Défense, est soupçonné d'être l'instigateur de ces enlèvements en camionnette blanche et de réduire au silence les critiques et les dissidents. En réponse à ces accusations, Gotabhaya a répondu que les fourgonnettes blanches n’enlevaient que des « criminels ».